# Lou Romano
Pour les articles homonymes, voir Romano.
Lou Romano est un acteur et animateur américain né le 15 avril 1972. Il collabore avec Pixar Animation Studios sur Cars et Ratatouille et prête sa voix à plusieurs longs métrages d'animation. Il est aussi technicien d'animation pour le cinéma et la télévision.

## Biographie
Lou Romano est né le 15 avril 1972 in San Diego Californie. Il a travaillé sur les recherches graphiques (en tant que "graphic artist") sur Monstres et Cie, Les Indestructibles et Là-Haut.
Il fut diplômé en 1990 du California Institute of the Arts (CalArts) où il étudia l'animation.
en 2000, Lou Romano rejoint Pixar Animation Studios en tant que "production designer" sur les indestructibles, récompensé d'un Annie Award en 2005. Ses œuvres ont été exposés au Museum of Modern Art (MoMa) et a réalise une couverture pour le magazine The New Yorker et le magazine Written By.
En 2009, Lou quitte Pixar et travaille pour Laika à Portland.

## Filmographie

### Acteur
- 1992 : Whoopass Stew ! (voix)
- 1999 : Herd
- 2001 : The Trouble with Lou
- 2001 : Monkeybone
- 2001 : Rolie Polie Olie (voix, 1 épisode)
- 2003 : Boys Night Out (voix)
- 2004 : Les Indestructibles (voix)
- 2006 : Cars (voix)
- 2007 : Ratatouille (voix)

### Animateur
- 1996 : Le Laboratoire de Dexter (TV)
- 1998 : Les Supers Nanas (TV)
- 2001 : Monstres et Cie
- 2003 : Boys Night Out
- 2009 : Là-Haut (Là-haut)

## Récompenses
- 2005 : Un Annie Award pour Les Indestructibles
- 2005 : À l'Art Directors Guild, il a gagné le prix de la meilleure animation pour Les Indestructibles